# 2008年夏季残疾人奥林匹克运动会乌拉圭代表团
2008年夏季残疾人奥林匹克运动会乌拉圭代表团是乌拉圭派出的2008年夏季残疾人奥林匹克运动会代表团。未获得奖牌。